# 土壌微生物
土壌微生物（どじょうびせいぶつ）とは、土壌中に生息する微生物の総称である。

## 概要
土壌微生物とは、土壌中に生息する微生物の総称である。内容的には、細菌、放線菌、糸状菌、藻類、原生動物、線虫などが含まれる。土壌中に極めて多数が生息するだけでなく、土壌その物を構成する要素とも考えられる。

## 働き
一般的には、生物遺体を分解し、自然界における物質循環に重要な役割を果たしていると言われており、いわゆる分解者としての役割を担っている。農業においては、肥料と共に植物の生育に適した土壌を作る働きをしており、一般的な畑では1ha当り生体重量約6tの土壌微生物が生息していると考えられている。
実際には、土壌微生物というくくりに含まれる生物には極めて多様なものがある。細菌類においては、一般的な有機物を分解するものの他に、鉄バクテリアのような化学合成を行う独立栄養のものも含まれる。あるいは他の細菌類に対して寄生的な生活を送るものもある。
同じように菌類に於いても菌寄生菌や線虫捕食菌のように他の土壌微生物に依存するものや高等植物と共生関係にあるものなど、さまざまな栄養摂取法を持つものがあり、微生物間の関係も、大型の生物の間に見られる食物連鎖などと同じように複雑である。
また、硝化作用を行う細菌類のように、それ自体は独立栄養生物だが、その生産物が植物の生活に直結する重要性を持つ場合や、放線菌のように抗生物質を分泌して他の微生物の活動に影響を与えるものもある。

## 利害関係
植物の生育に影響する作用は、人間にとって有利なものと有害なものに分けることもできる。
有用な面は養分吸収を助けて植物が利用できない形態の栄養分を利用できる形にし、粗大有機物を分解することにより土壌の物理性・化学性の改善に寄与する点である。また、一部の微生物は、病原菌を抑え、ある種のホルモン様物質を生産し、植物の生育を促しひいては農薬の分解・無害化や微生物体内での養分貯蔵を行う。
有害な面は肥料成分を無効化したり、植物同化産物を奪ったり、植物の生育にとって有害な物質の生成や植物の病気を引き起こすといった問題も多々ある。

## 条件
- 良い土壌微生物を増やすためには植物の根がよく張る条件を整備し、耕し、団粒構造を持つ土をつくり、連作を避け、過剰施肥・過剰有機物投与をせず、完熟堆肥等の優良有機物を施用して有用微生物の生活しやすい環境をつくることが絶対条件である。